# Волконский, Пётр Васильевич Верига
Пётр Васильевич Верига Волконский (? — 1521) — князь, полковой воевода, второй сын князя Василия Константиновича Волконского. Рюрикович в XVII поколении. Братья — князь Дмитрий и Ипат Потул Волконские.

## Биография
В 1515 году князь Пётр Верига Волконский был вторым воеводой передового полка в походе русской рати из Белой на Витебск.
В феврале 1519 года — второй воевода передового полка в новом походе под Витебск.
В июне 1521 года князь П. В. Верига Волконский служил третьим воеводой в Туле. В том же году крымский хан Мехмед Герай во главе большой татарской орды совершил крупный опустошительный поход на Русское государство. Крымцы были встречены на южнорусской границе в районе Тулы небольшим московским войском. Среди его воевод был князь Пётр Верига Волконский. В скоротечном бою русские воеводы были разбиты превосходящими силами противника. Среди убитых находился князь Петр Верига Волконский. Крымские татары прорвались в центральные уезды Русского государства и сильно разорили волости от Тулы до Москвы.
Сыновья: Василий, Юрий и Андрей «Чайка»